# Leucula avitta
Leucula avitta är en fjärilsart som beskrevs av Druce 1892. Leucula avitta ingår i släktet Leucula och familjen mätare. Inga underarter finns listade i Catalogue of Life.